# 布里俄尼協議
布里俄尼協議是由歐洲共同體斡旋，由斯洛文尼亞、克羅地亞、南斯拉夫社會主義聯邦共和國三方簽訂的協議，於1991年7月7日在布里俄尼群島簽訂。該協議使得南斯拉夫承認斯洛文尼亞獨立，但未能緩解在克羅地亞的戰爭。